# Distrito de San Galo
El distrito de San Galo (en alemán Wahlkreis Sankt Gallen, hispanizado Círculo electoral de San Galo) es uno de los ocho distritos del cantón de San Galo, está ubicado al norte del cantón. Su capital es la ciudad de San Galo.
Esta aglomeración agrupa unas 113.019 personas. El distrito fue creado en 2003 de la fusión de los antiguos distrito de San Galo y Gossau, además de una comuna del antiguo distrito de Rorschach.

## Geografía
El distrito de San Galo se encuentra situado en la porción norte del cantón, a algunos kilómetros del lago de Constanza sobre la meseta suiza y los prealpes appenzelleses. Limita al norte con los distritos de Bischofszell (TG) y Arbon (TG), al este con Rorschach, al sur con el cantón de Appenzell Rodas Exteriores, y al oeste con el distrito de Wil.

## Comunas
| Distrito de San Galo | Distrito de San Galo   | Distrito de San Galo |
| Comunas              | Población (31.12.2008) | Superficie km²       |
| -------------------- | ---------------------- | -------------------- |
| Andwil               | 1830                   | 6.29                 |
| Eggersriet           | 2195                   | 8.82                 |
| Gaiserwald           | 8177                   | 12.64                |
| Gossau               | 17 314                 | 27.51                |
| Häggenschwil         | 1183                   | 9.10                 |
| Muolen               | 1106                   | 10.30                |
| San Galo             | 72 040                 | 39.41                |
| Waldkirch            | 3266                   | 31.25                |
| Wittenbach           | 8986                   | 12.22                |
| Total (9)            | 116 097                | 157.54               |